# Varanus varius
Varanus varius este o specie de reptile din genul Varanus, familia Varanidae, descrisă de White 1790. Conform Catalogue of Life specia Varanus varius nu are subspecii cunoscute.

## Galerie

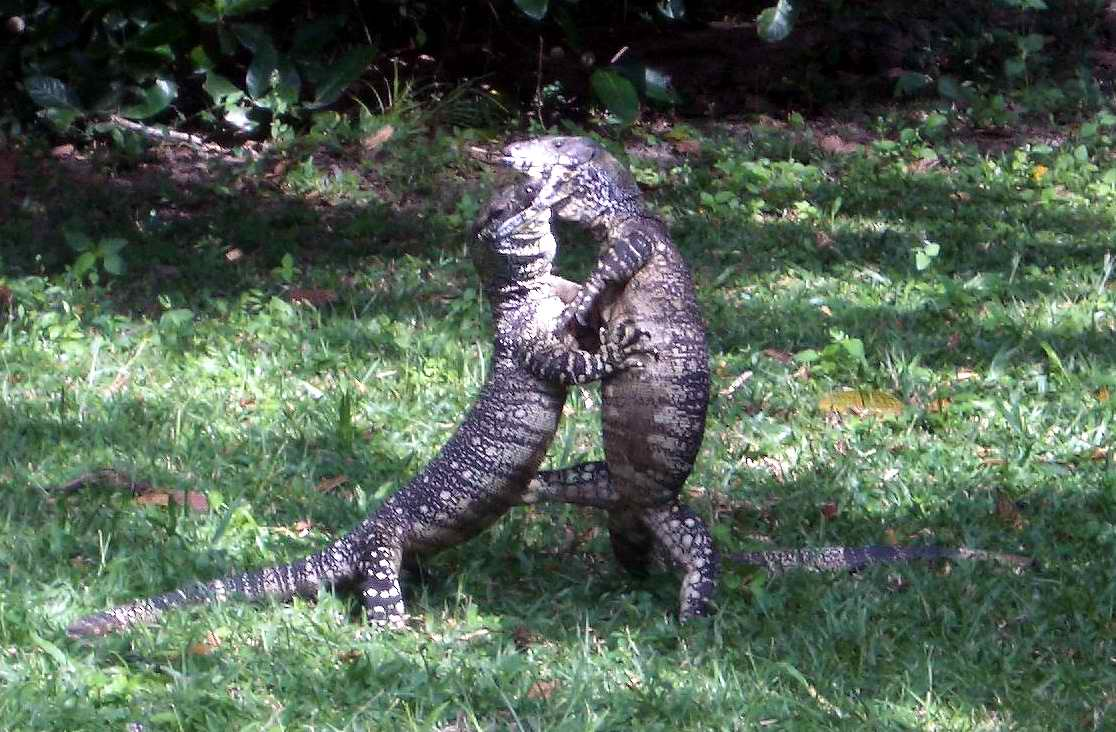
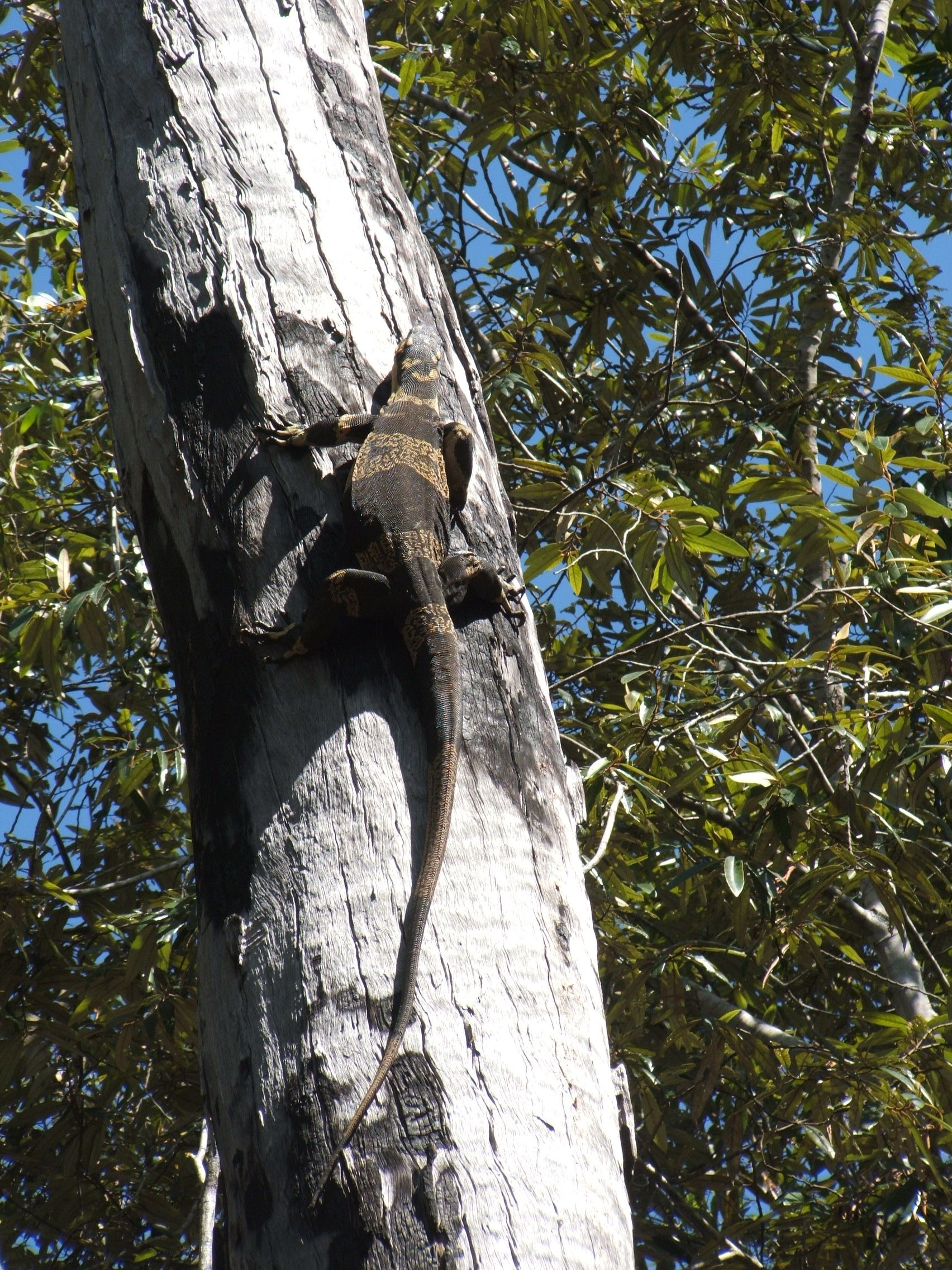
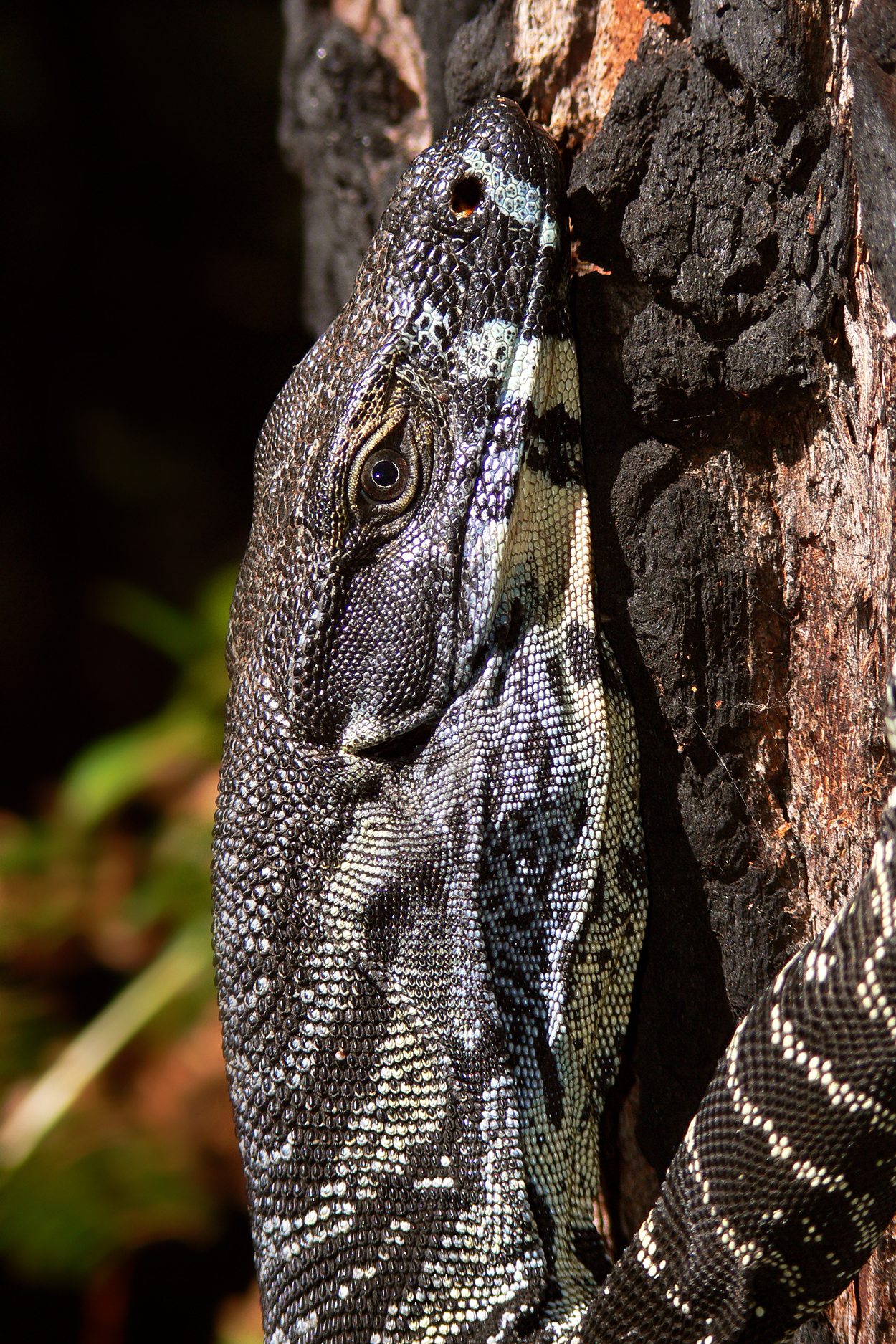
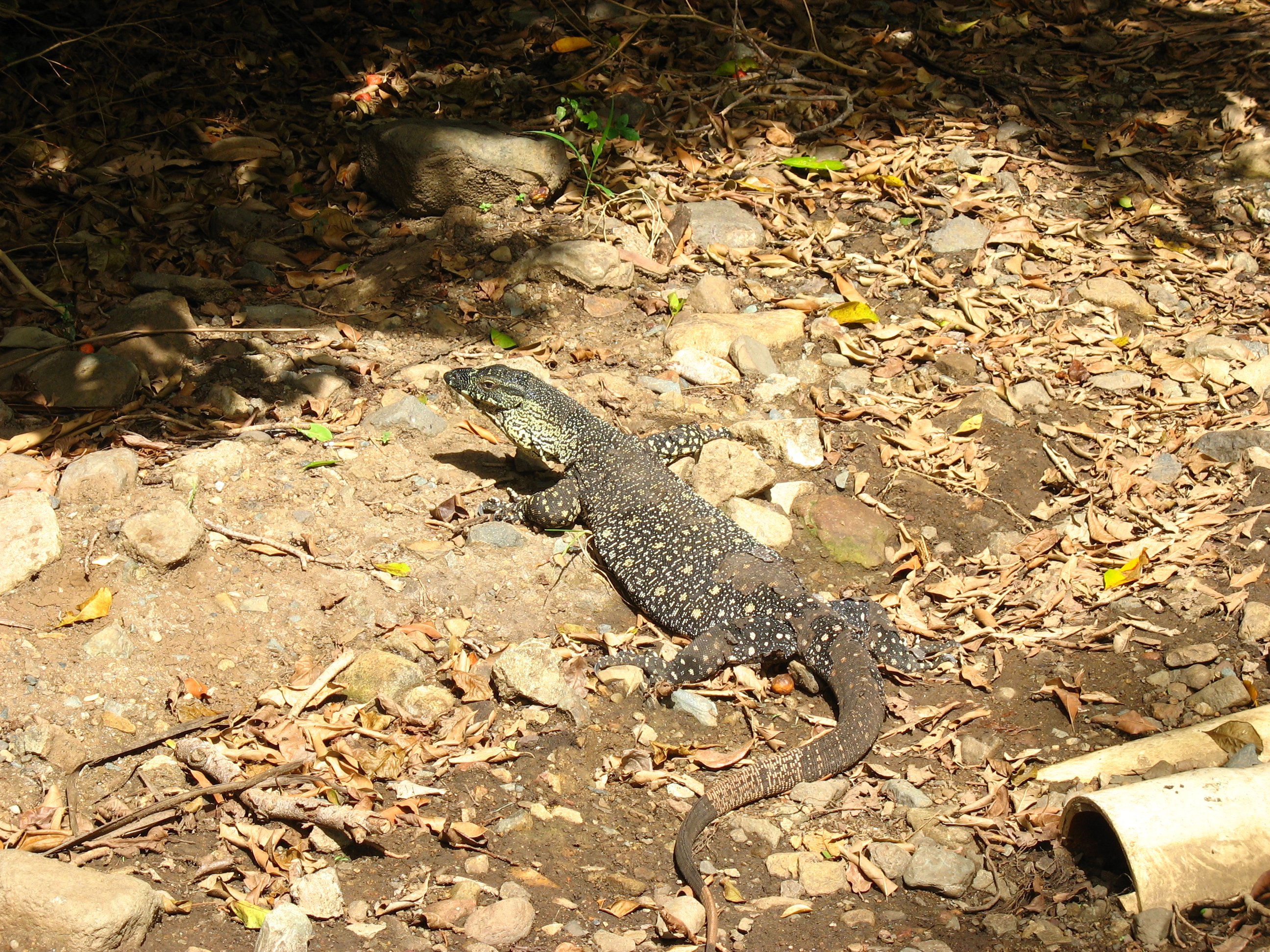
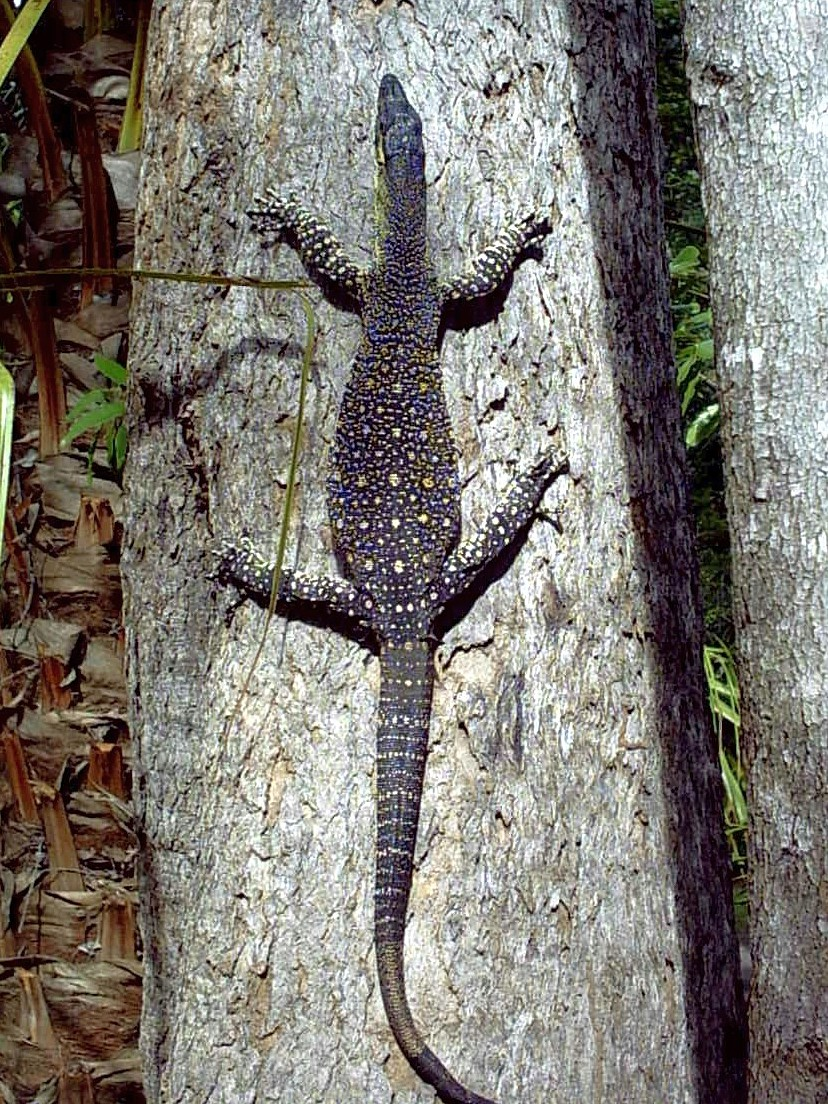
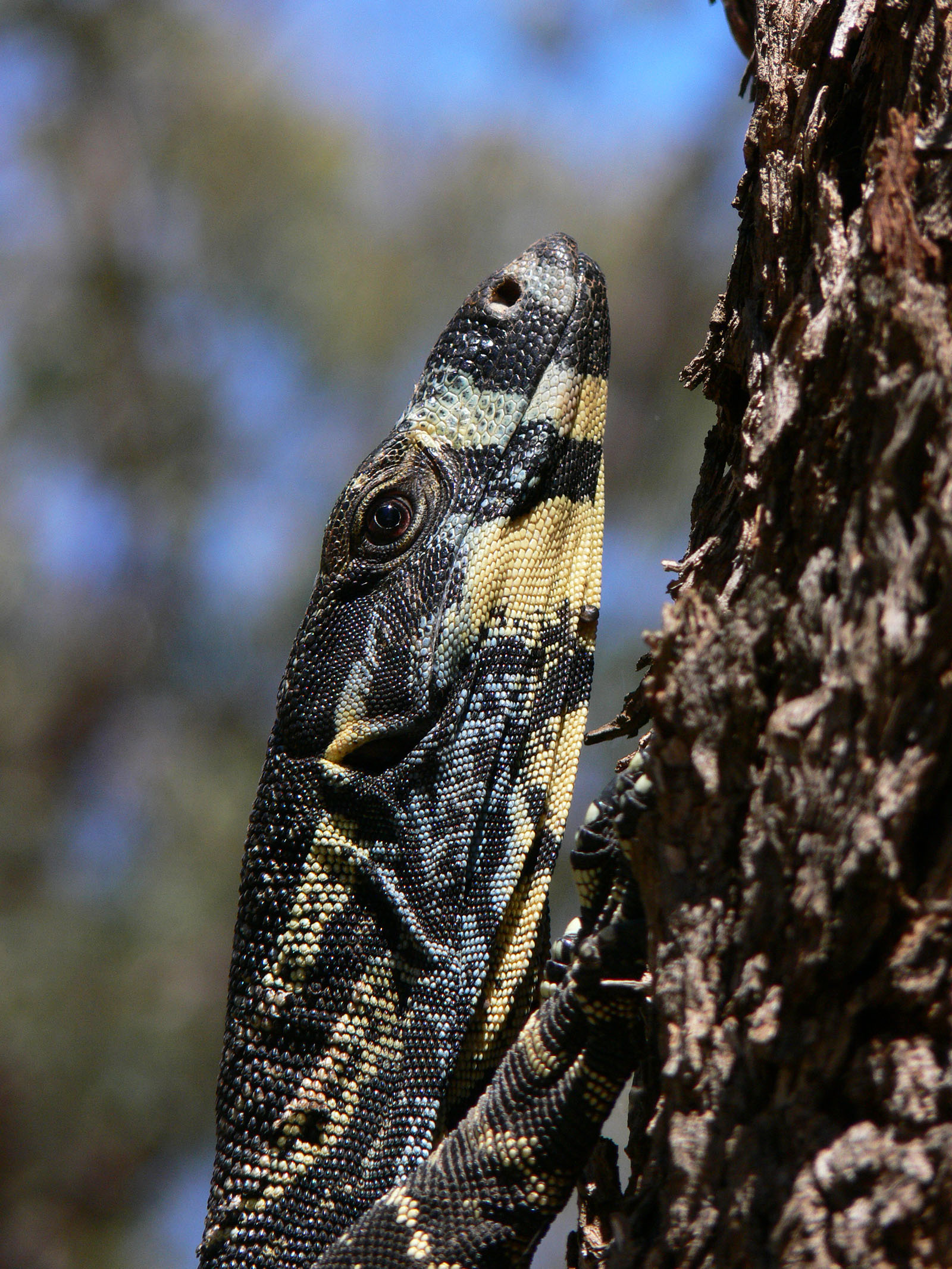